# Andrzej Witkowski
Andrzej Witkowski (29 de agosto de 1979) es un deportista polaco que compitió en esgrima, especialista en la modalidad de florete. 
Ganó dos medallas en el Campeonato Europeo de Esgrima de 2004, plata en el torneo por equipos y bronce en la prueba individual.

## Palmarés internacional
| Campeonato Europeo | Campeonato Europeo     | Campeonato Europeo | Campeonato Europeo  |
| Año                | Lugar                  | Medalla            | Prueba              |
| ------------------ | ---------------------- | ------------------ | ------------------- |
| 2004               | Copenhague (Dinamarca) | Medalla de plata   | Florete por equipos |
| 2004               | Copenhague (Dinamarca) | Medalla de bronce  | Florete individual  |